# 髙橋徹
髙橋 徹（たかはし とおる、1988年4月28日 - ）は、日本のミュージカル俳優。元劇団ひまわり所属。現在は劇団四季に所属している。

## 来歴・人物
小学生の時に知り合いに勧められた東宝ミュージカル「エリザベート」の初代少年ルドルフ役オーディションに合格し、2000年6月に帝国劇場で初舞台を踏む。2000年9月劇団ひまわりに入団。その後、声楽・ダンスなどのレッスンを重ね、2006年に劇団四季研究生オーディションに合格し、2007年4月に47期生研究生として研究所へ入所。同年に『ジーザス・クライスト＝スーパースター』で四季の舞台デビューをする。

## 出演作品
太字はメインキャストまたは主演

### 舞台
- エリザベート（東宝、主演：一路真輝 / 山口祐一郎 / 内野聖陽 他）- 少年ルドルフ 役
- 出島（主演：木の実ナナ / 一色紗英 / 山本太郎 / 石井一孝 他）- 子供 役
- 風浪（劇団東演主催）- 新介 役
- 赤毛のアン（劇団ひまわり）- トミーグラバー 役
- 家なき子（劇団ひまわり）- 人形 役
- 空色勾玉（劇団ひまわり）- 真人 役
- ジーザス・クライスト・スーパースター（劇団四季） - アンサンブル
- ハムレット（劇団四季）- アンサンブル
- 人間になりたがった猫（劇団四季）- 仕立て屋 役
- 赤毛のアン（劇団四季）- ジェリー、キット、ムーディー 役
- アンデルセン（劇団四季）- ペーター 役
- エルコスの祈り（劇団四季）- ジョージ 役
- はだかの王様(劇団四季) - アンサンブル
- 美女と野獣（劇団四季）- ヤングプリンス 役、アンサンブル
- マンマ・ミーア!（劇団四季）- ペッパー 役、アンサンブル[1]
- 王子とこじき（劇団四季）- クール 役、アダ 役、ベン 役
- アラジン（劇団四季） - アンサンブル
- 魔法をすてたマジョリン（劇団四季）- ダビッド 役

• ジョン万次郎の夢（劇団四季）- 小者、日本水夫、アメリカ人

### CD
- エリザベート（『東宝公演ライブ盤』山口祐一郎版）- 少年ルドルフ 役

### DVD
- 人間になりたがった猫（劇団四季）- 仕立て屋 役